# ソロモン・ロゾフスキー

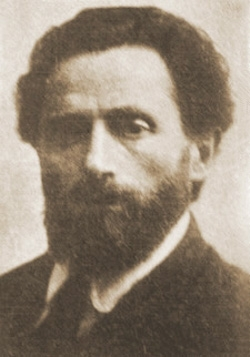
ソロモン・ロゾフスキー、1926年頃

ソロモン・アブラモヴィッチ・ロゾフスキー（ロシア語: Соломо́н Абра́мович Лозовский 英語: Solomon Abramovitch Lozovsky、1878年3月16日（ユリウス暦）/3月28日（グレゴリオ暦） - 1952年8月12日）は、ソビエト連邦の労働運動家、政治家。

## 経歴・人物

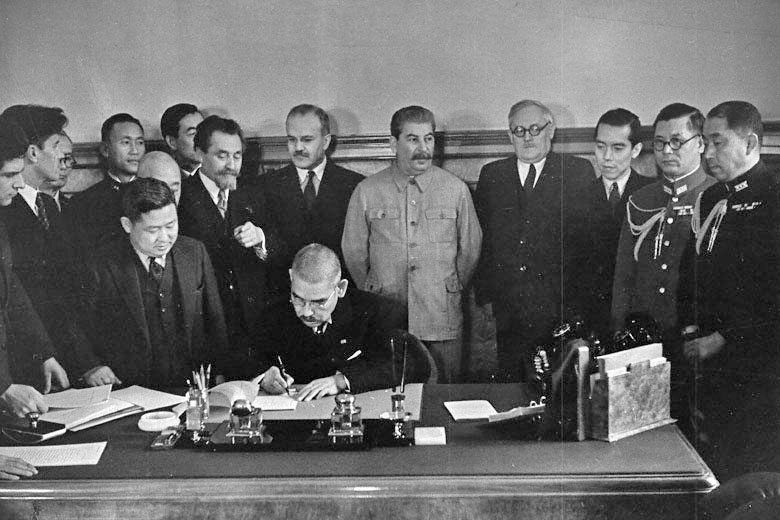
日ソ中立条約調印に立ち会うロゾフスキー（後列右から7人目の、左手を挙げている人物）。右へ外相モロトフ、党書記長スターリン。署名するのは日本外相松岡洋右。1941年4月13日、モスクワ。

ロシア帝国エカテリノスラフ県（現在のウクライナ南部）の村で、ユダヤ人の教師の子として生まれた。
1901年ロシア社会民主労働党に入党。1905年カザンでの労働者蜂起を指導して投獄されたが、フランスに逃れパリで労働運動を指導。1917年、ロシア革命後に帰国して全ソビエト労働組合中央評議会書記。
1920年より赤色労働組合インターナショナル（プロフィンテルン）の創立に参加。1921年7月の第1回大会でその責任者となり、1939年に解体されるまでプロフィンテルンを指導した。
1927年ソビエト連邦共産党中央委員候補。コミンテルン執行委員、1939年-1946年極東関係担当の外務人民委員代理（副外相）、1941年-1946年ソビエト連邦情報局総裁代理、1946年同総裁を歴任した。
1949年、シオニストの陰謀事件に関与したとして逮捕され、1952年8月12日に処刑された。スターリン批判後、1956年に名誉回復された。
労働組合運動に関する著作が多く、英語、フランス語、ドイツ語、スペイン語、イタリア語、チェコ語、セルビア語、ブルガリア語、トルコ語、日本語、中国語、マレー語、ギリシャ語、ルーマニア語、スウェーデン語、ノルウェー語、フィンランド語などに翻訳されている。